# Amabrana
Amabrana is een vooralsnog monotypisch geslacht van vlinders uit de familie bladrollers (Tortricidae). De wetenschappelijke naam van het geslacht is voor het eerst geldig gepubliceerd in 2012 door Józef Razowski & Janusz Wojtusiak.
De typesoort van het geslacht is Amabrana plumbata Razowski & Wojtusiak, 2012

## Soorten
- Amabrana plumbata Razowski & Wojtusiak, 2012